# Brzozowo-Solniki
Brzozowo-Solniki is een plaats in het Poolse district  Białostocki, woiwodschap Podlachië. De plaats maakt deel uit van de gemeente Poświętne en telt 80 inwoners.